# Clémentine Batta
Pour les articles homonymes, voir Batta.
Clémentine Batta, née le 26 janvier 1819 au Puy-en-Velay et morte le 12 janvier 1880 à Versailles, est une compositrice et traductrice française.

## Biographie
Julie Françoise Clémentine O'Mahony était mariée à Alexandre Batta, violoncelliste. Sous son nom de jeune fille elle a publié des traductions de l'anglais.

## Œuvres

### Musique
- Valse des guides 1855
- Songe d'enfant. Rêverie. Piano ; arrangée par Alexandre Batta pour violoncelle et piano 1858
- Amour et prière. Mélodie. Poésie d'Alexandre Dumas fils pour ténor ou soprano, 1860
- Chant d'une mère  berceuse pour piano seul  1863
- Illusion, Romance sans paroles pour piano 1873
- La valse de Marguerite, 1880
- Prière à la vierge (The maiden's prayer). Mélodie religieuse avec accompagnement d'orgue, piano et violoncelle ; poésie de V. Alexandry. Paris, Heugel .

### Traductions
- Le jeune observateur des beautés de la nature, Librairie française et anglaise de J.H. Truchy, 1862 Lire en ligne